# Romano Gazzera
Romano Gazzera, né le 18 août 1906 à Cirié, dans la province de Turin et mort le 24 mai 1985 à Turin, est un peintre italien.  

## Biographie
Afin de répondre aux souhaits de son père, ministre de la guerre, Romano Gazzera poursuit des études et obtient un diplôme en littérature et en droit.
Après avoir travaillé pendant plusieurs années comme avocat, il quitte cette profession pour se consacrer définitivement à sa vocation de peintre.
Dans ses mémoires, Giorgio de Chirico dit l'avoir rencontré à Turin et en parle comme  l'un des rares peintres de talent qu'il ait connu dans sa vie.
Une notice dans le Dictionnaire des arts plastiques modernes et contemporains le présente, dans la mouvance du surréalisme, comme le chef de file de la peinture « néoflorale[Quoi ?] ».

## Expositions
- Biennale de Venise de 1948
- Milan, Galleria Cortina, 1971
- Teatro Regio, du 2 octobre 1975
- Villa Luisa, Commune d'Ivrée, du 8 novembre 1976
- Cassa di Risparmio, du 16 mars 1977